# Underofficer av 2. graden

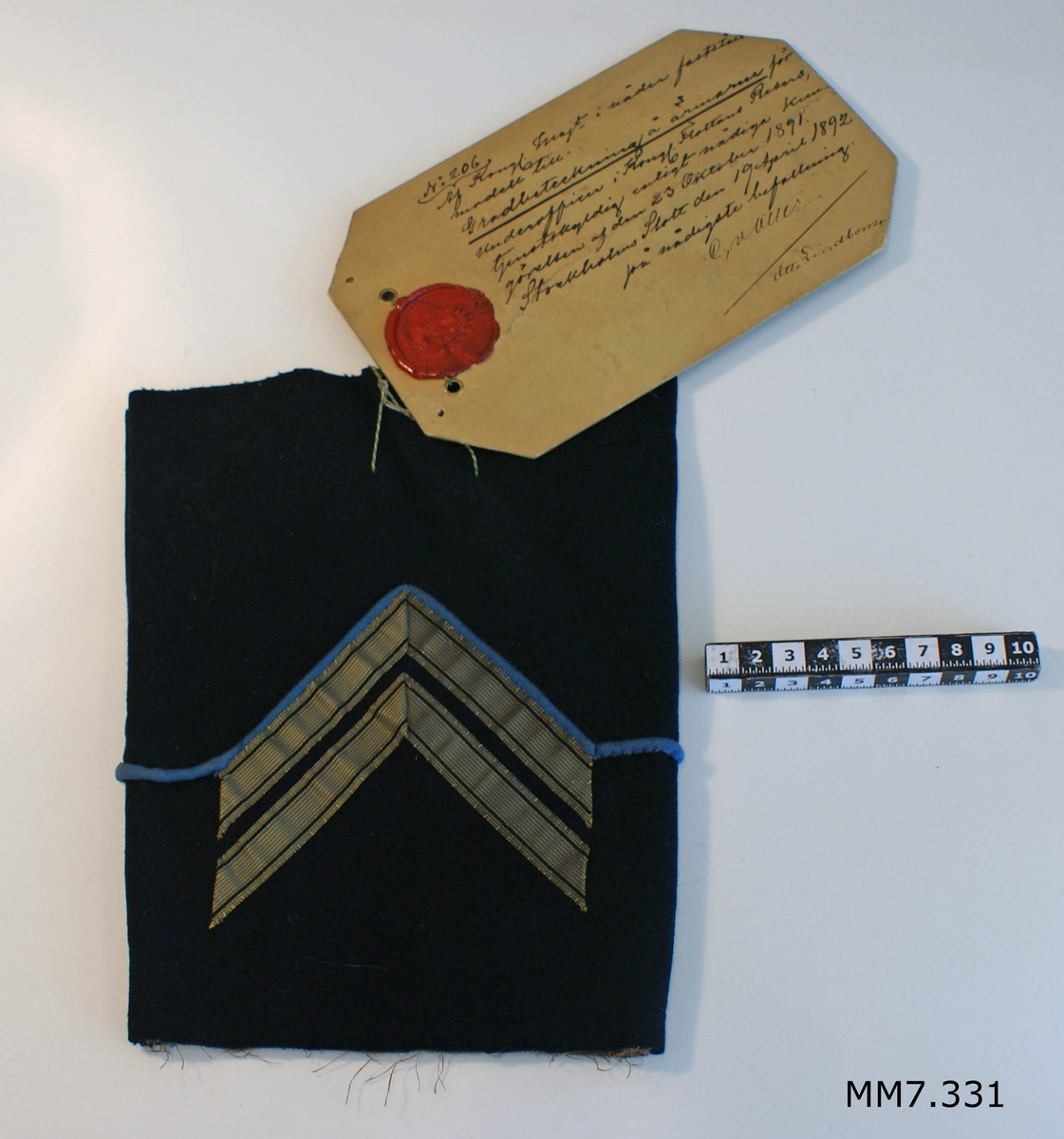
Gradbeteckning m/1891 för underofficer av 2. graden i flottans reserv. Chevronerna utmärkte graden, medan den blå passpoalen utmärkte reserven.

Underofficer av 2. graden var före 1972 en militär grad i den svenska flottan och kustartilleriet motsvarande sergeant i armén.
Underofficerare av 2. graden tilltalades med specialbenämningar beroende på den yrkesavdelning de tillhörde. I flottan sålunda: konstapel, skeppare, styrman, maskinist, rustmästare, torpedmästare och kvartersman. I kustartilleriet: sergeant, maskinist, rustmästare, torpedmästare och stabstrumpetare.

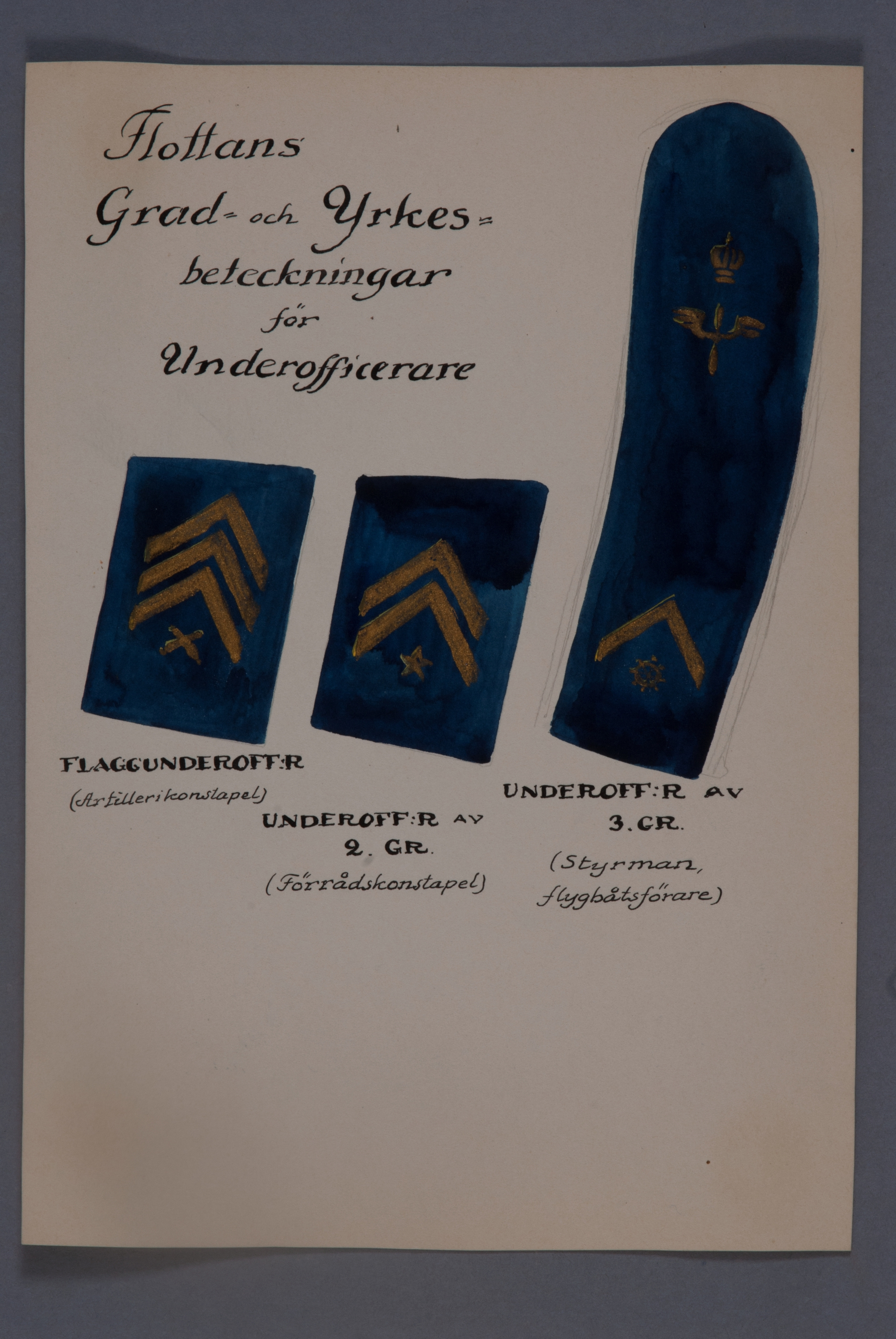
Gradbeteckningar för underofficerare vid flottan 1919-1925. Armémuseum.